# Anablepsoides christinae
Anablepsoides christinae es un pez de agua dulce la familia de los rivulines en el orden de los ciprinodontiformes.

## Morfología
De cuerpo alargado, los machos pueden alcanzar los 6,5 cm de longitud máxima.

## Distribución geográfica
Se encuentran en ríos de Sudamérica, en la cuenca de la cabecera del río Amazonas en Perú.

## Hábitat
Viven en pequeños cursos de agua entre 22 y 26°C, de comportamiento bentopelágico y no migrador.